# Jerzy Lazar
Jerzy Lazar (ur. 15 listopada 1883 w Ustroniu, zm. 2 lipca 1952 w Zabrzu) – polski działacz spółdzielczy i związkowy na Śląsku Cieszyńskim, działacz Robotniczego Stowarzyszenia Kulturalno-Oświatowego „Siła”, od 1920 pierwszy prezes Spółdzielni Spożywców w Ustroniu, działacz samorządowy (w latach 1907-1939 sekretarz gminy Ustroń). Działał w Klasowym Związku Zawodowym Metalowców, PPSD, potem w PPS.

## Życiorys
Jeden z pionierów robotniczego ruchu spółdzielczego, założyciel Ogólnego Stowarzyszenia Spożywczego i Oszczędnościowego w Ustroniu, jej pierwszy prezes, a następnie przez 30 lat przewodniczący jej Rady Nadzorczej. Delegat na zjazdy krajowe „Społem”, publicysta „Spólnoty” i prasy robotniczej pod pseudonimami „Alin” i „Fenix”. Członek Rady Nadzorczej Banku Ewangelickiego w Ustroniu.
W czasie okupacji aresztowany i więziony w Cieszynie, skąd trafił do niemieckiego obozu koncentracyjnego Auschwitz-Birkenau. Udało mu się przeżyć okupację i w 1949 przeszedł na emeryturę. Odznaczony Złotą Odznaką Spółdzielczą.
Zmarł 2 lipca 1952 w zabrzańskiej Klinice.